# 东升坝站
东升坝站是位于重庆市綦江县篆塘镇的一个铁路车站，建于1959年，有川黔铁路经过该站，现仅办理货运业务，车站及其上下行区间均已电气化。车站距离重庆站124公里，隶属中国铁路成都局集团，是四等站。